# Dimos Lake Plastiras
Dimos Lake Plastiras (Lake Plastiras) är en kommun i Grekland.   Den ligger i prefekturen Nomós Kardhítsas och regionen Thessalien, i den centrala delen av landet, 230 km nordväst om huvudstaden Aten. Antalet invånare är 4 022. Dimos Lake Plastiras ligger vid sjön Technití Límni Plastíra.